# Unterbrecher (Waffentechnik)

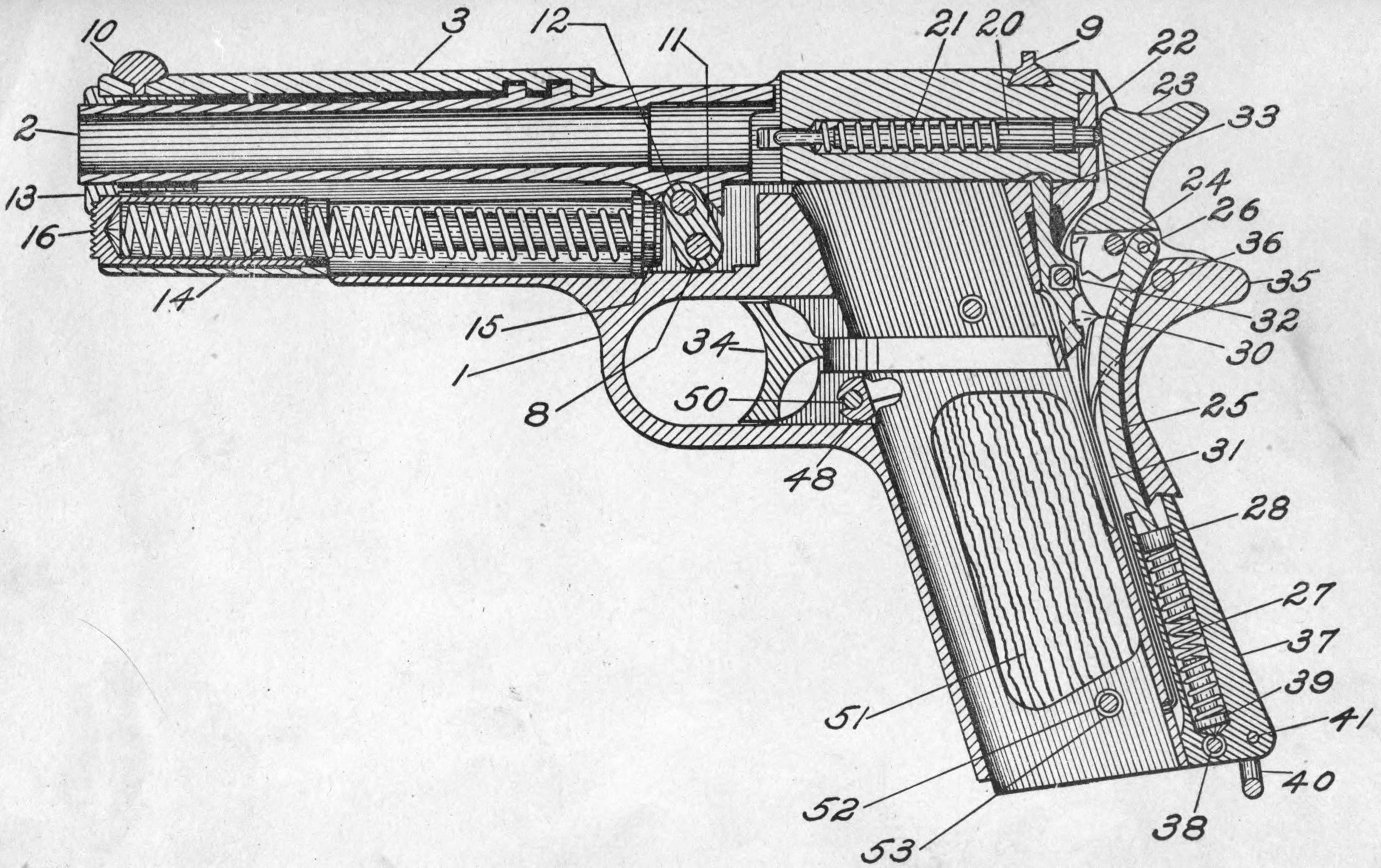
Unterbrecher (33, Colt M1911)

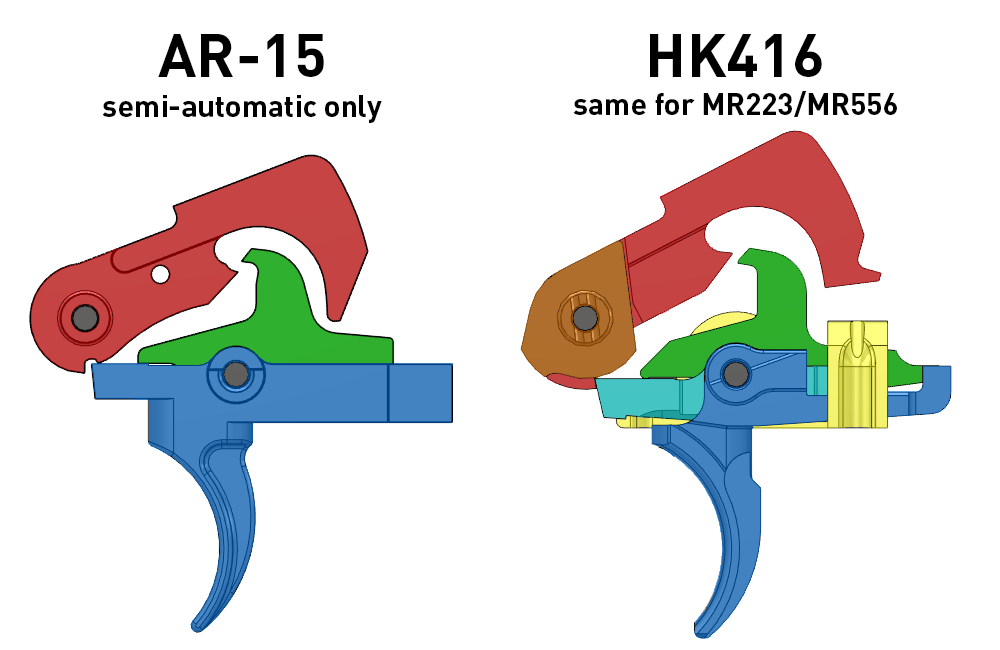
Grün: Unterbrecher

Der Unterbrecher ist eine Funktion bei einer Selbstladewaffe sowie bei einer vollautomatischen Schusswaffe, sofern diese über die Option für Einzelfeuer verfügt. Dabei wird durch eine Steuerkurve am Verschluss die Verbindung zwischen Abzug und Schlagvorrichtung getrennt. Der Unterbrecher sorgt somit dafür, dass nach der Schussabgabe der Abzug zuerst losgelassen und erneut betätigt werden muss, um den nächsten Schuss abzugeben.
Der Unterbrecher hat oft noch zusätzlich die Funktion, die Schützensicherheit zu gewährleisten. Er erlaubt die Schussabgabe erst dann, wenn der Verschluss vollständig geschlossen ist. Eine Schussabgabe bei nicht vollständig geschlossenen Verschluss kann zum Riss der Patronenhülse (Hülsenreißer) führen, und der Verschluss öffnet mit deutlich höherer Geschwindigkeit als vorgesehen. Dadurch besteht die Gefahr, die Waffe zu beschädigen und den Schützen zu gefährden. Bei anderen Selbstladern wird die Schützensicherheit durch separate Bauteile sichergestellt.
Bei älteren Pistolen, wie z. B. dem Colt M1911, ist der Unterbrecher ein eigenes Bauteil. Bei neueren Pistolen wird der Unterbrecher in der Regel als ein hervorstehender Zacken an der Abzugsstange ausgeführt.